# Bresse-sur-Grosne
Bresse-sur-Grosne är en kommun i departementet Saône-et-Loire i regionen Bourgogne-Franche-Comté i östra Frankrike. Kommunen ligger i kantonen Sennecey-le-Grand som tillhör arrondissementet Chalon-sur-Saône. År 2022 hade Bresse-sur-Grosne 185 invånare.

## Befolkningsutveckling
Antalet invånare i kommunen Bresse-sur-Grosne
| Referens: INSEE |